# Bonawentura (imię)
Bonawentura – imię męskie pochodzenia włoskiego, prawdopodobnie sztuczne imię klasztorne. Wywodzi się od słów bona vantura oznaczającego „dobry los”. Imię pierwszy raz użyte przez św. Bonawenturę, ucznia św. Franciszka z Asyżu. Jedno z rzadkich w języku polskim imion męskich zakończone na -a. (m.in. Barnaba, Juda). Ze względu na końcówkę -a imię bywa błędnie postrzegane jako imię żeńskie.
W Polsce imię pozostaje imieniem rzadko nadawanym. W 1994 r. zarejestrowanych było 186 osób. W styczniu 2025 r. w rejestrze PESEL, wśród publicznie dostępnych danych dotyczących osób żyjących, wykazano 35 mężczyzn o imieniu Bonawentura nadanym jako imię pierwsze.
Bonawentura imieniny obchodzi 31 marca, 14 lipca, 15 lipca, 10 września i 26 października.

## Imię Bonawentura w innych językach[7]
- łacina – Bonaventura,
- język angielski – Bonaventure,
- język niemiecki – Bonaventura,
- język rumuński – Bonaventura, Ventura.

## Mężczyźni o imieniu Bonawentura
Święci i błogosławieni
- święty Bonawentura
- bł. Bonawentura z Barcelony – franciszkanin
- bł. Bonawentura z Potenzy – franciszkanin
- bł. Bonawentura Esteve Flores – kapucyn, męczennik
- bł. Bronisław Bonawentura Markiewicz

Inni
- Bonawentura Błażowski — dostojnik wolnomularski
- Bonawentura Dąbrowski — polski malarz portrecista i miniaturzysta
- Buenaventura Durruti – hiszpański anarchista
- Buenaventura Ferreira – paragwajski piłkarz
- Bonawentura Klembowski — polski malarz portrecista
- Bonawentura Kudlicz – polski aktor i reżyser
- Bonawentura Lenart – polski grafik
- Bonawentura Niemojowski – polski prawnik i polityk
- Bonawentura Maciej Pawlicki – polski architekt, historyk architektury i urbanistyki, konserwator zabytków
- Tadeusz Kościuszko, właściwie Andrzej Tadeusz Bonawentura Kościuszko.

## W kulturze
- Bonawentura Pencroff – marynarz, jeden z głównych bohaterów powieści Juliusza Verne'a Tajemnicza wyspa,
- „Bonawentura” – nazwa statku (na cześć marynarza) zbudowanego przez bohaterów powieści Verne'a[8].